# Pierre Herman
Pierre Herman (* 20. Dezember 1910 in Roubaix; † 9. Januar 1990 in Berck) war ein französischer Politiker. Von 1962 bis 1967 und 1968 bis 1973 war er Abgeordneter der Nationalversammlung.

## Frühes Leben
Herman wurde als Sohn einer aus Gent stammenden Arbeiter- und Handwerkerfamilie im nordfranzösischen Roubaix geboren. Nach seinem Schulabschluss studierte er in seinem Geburtsort an der École nationale supérieure des arts et industries textiles. Mit dem Ausbruch des Zweiten Weltkriegs wurde er eingezogen. Weil er nach der Besetzung Frankreichs durch die Wehrmacht in der besetzten Zone an der Sabotage der Wirtschaft zuungunsten der Besatzungsmacht beteiligt war, wurde er von der deutschen Polizei verhaftet. Im August 1944 wurde er befreit. Er setzte im Folgenden seine Karriere bei einem Kunststoffproduzenten fort, wo er bereits einige Zeit vor dem Krieg zu arbeiten begonnen hatte. Gleichzeitig engagierte er sich in der lokalen Politik sowie in Gewerkschaften und Arbeitsverbänden. 1959 gelang ihm der Einzug in den Stadtrat von Roubaix, der mit der Wahl zum stellvertretenden Bürgermeister der Stadt verbunden war.

## Karriere als Parlamentarier
Seinem Einstieg in die lokale Politik folgte 1962 eine Kandidatur bei den Parlamentswahlen, als Herman für die Union pour la Nouvelle République den Einzug in die Nationalversammlung erreichte. 1967 stellte er sich in seinem Wahlkreis im Département Nord zur Wiederwahl, scheiterte jedoch in der zweiten Runde. Bei den vorgezogenen Neuwahlen 1968 gelang ihm mit einem knappen Stimmenvorsprung die Rückkehr ins Parlament. Im selben Jahr wurde er zum Bürgermeister der Stadt Wasquehal gewählt. 1973 stellte er sich als Abgeordneter zur Wiederwahl, erhielt in der zweiten Runde aber nur 42,9 Prozent. Statt des geplanten Einzugs in die Nationalversammlung wurde er in diesem Jahr lediglich in den Regionalrat der Region Nord-Pas-de-Calais gewählt. Nachdem er 1977 nicht als Bürgermeister von Wasquehal wiedergewählt worden war, ging er nach Berck, wo er sich zunehmend aus der Politik zurückzog. Dort starb er 1990. Für seine Verdienste wurde er mit dem Ordre national du Mérite sowie dem Ordre des Palmes Académiques ausgezeichnet.